# 1260 (vírus de computador)
1260, ou V2PX, era um vírus de computador escrito em 1989 por Mark Washburn, utilizando uma forma de encriptação polimórfica, permitindo a modificação periódica da sua assinatura, mantendo o mesmo algoritmo. Afeta ficheiros .COM no diretório em que é executado.